# Castillo de San Michele

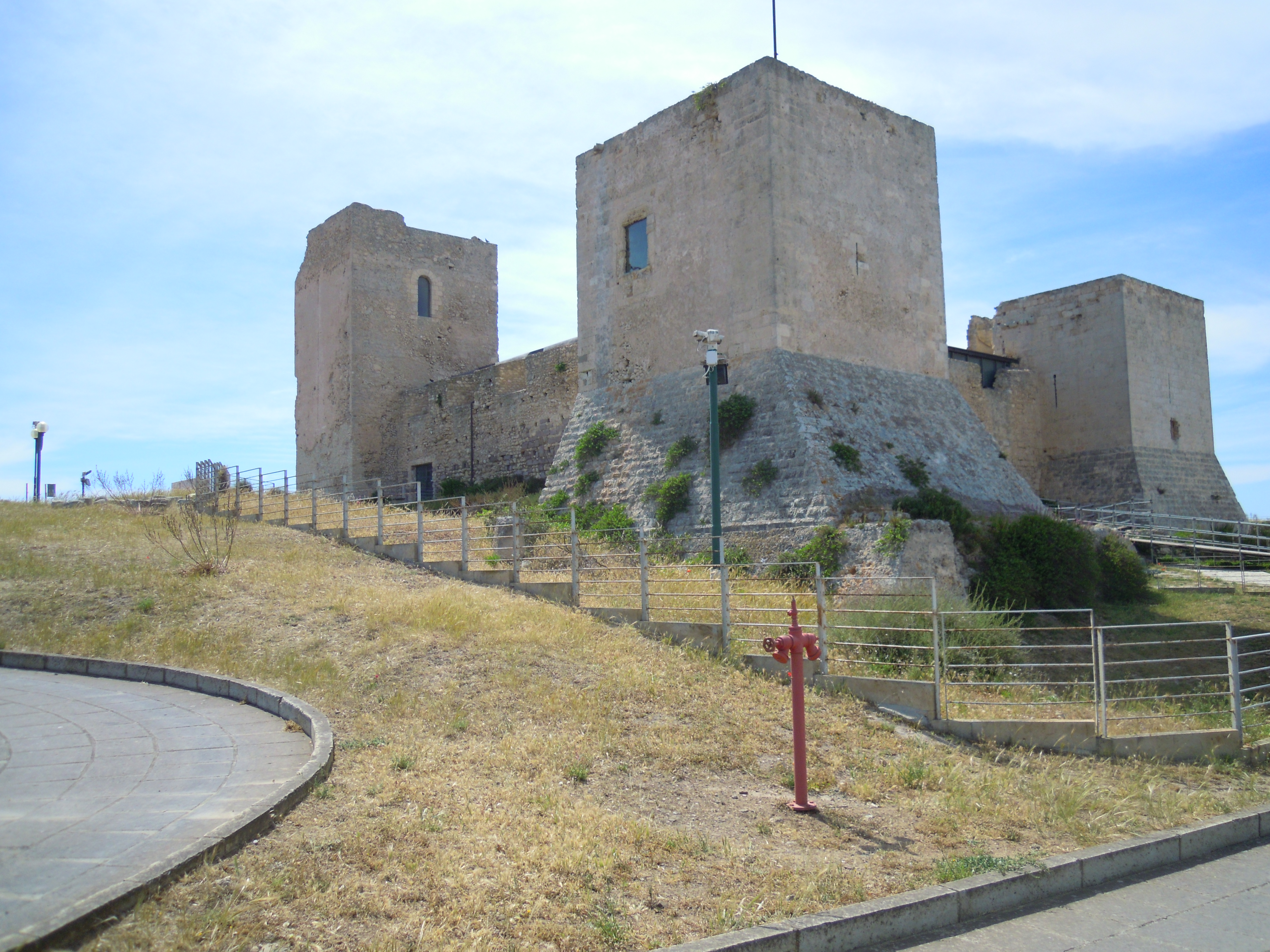
Castillo de San Michele (2009)

El Castillo de San Michele es una fortaleza medieval del siglo XII construida en piedra caliza blanca, que se encuentra en la colina rodeada por un parque del mismo nombre, en Cagliari (Italia). Actualmente acoge muestras de arte, exposiciones, conferencias y otros eventos culturales.

## Historia
La primera instalación, presumiblemente una sola torre, data del periodo bizantino, y adquiere su aspecto actual en la época de los Juzgados sardos (los Giudicati), entre los siglos X y XII, para defender Santa Igia, capital del Juzgado de Cáller, de los ataques de los sarracenos.

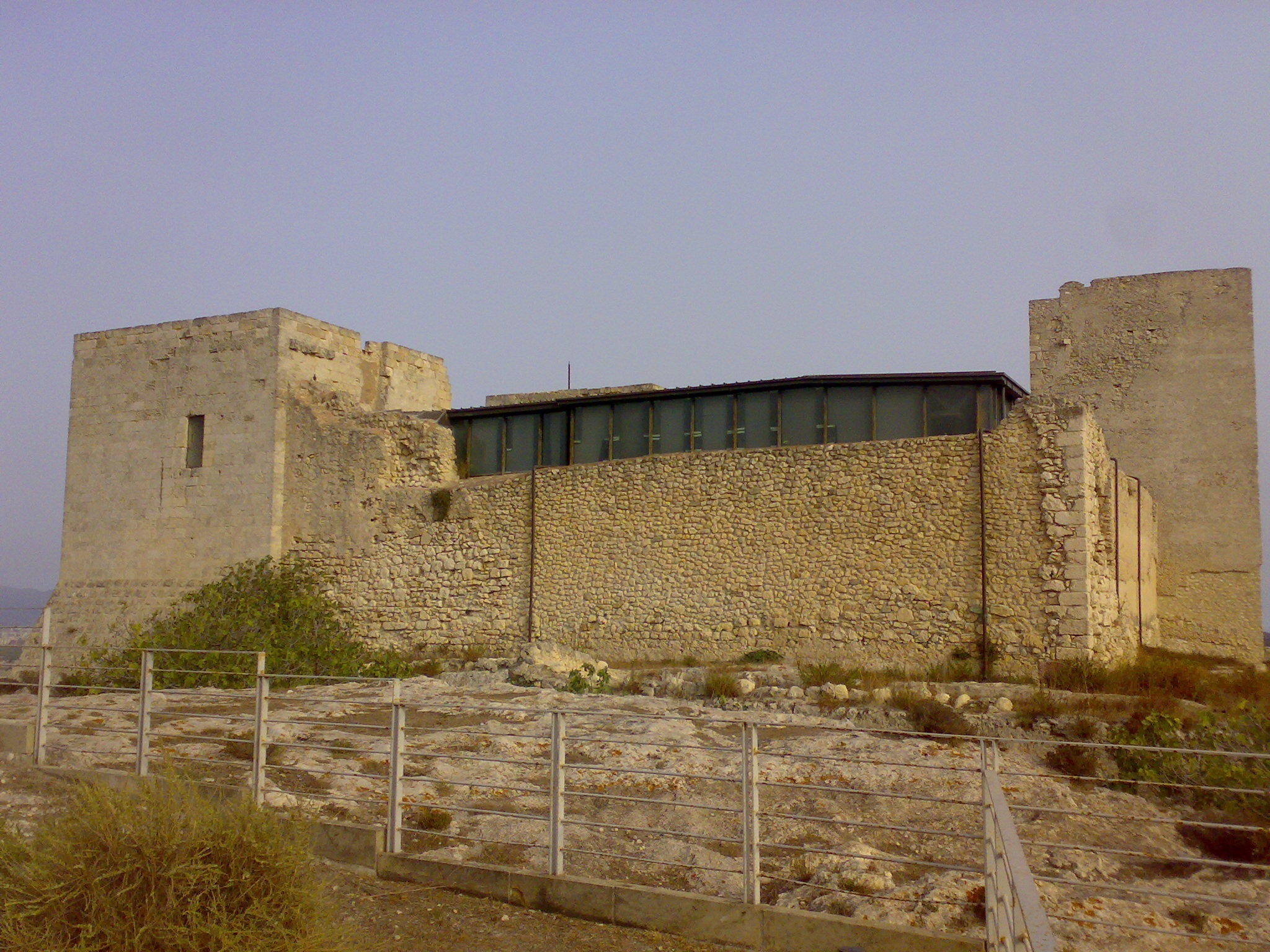
Castillo de San Michele (2008).

En 1350, poco después de la conquista aragonesa de Cáller, su función defensiva pasa a un segundo plano y se convierte en residencia feudal de la familia Carroz, con Berengario Carroz que se hace cargo del castillo. Se convierte en una de las residencias más lujosas de Cerdeña. El último miembro de la familia Carroz que vivió en el castillo fue la Condesa Violante, que murió en 1511. Poco después, pasó a la monarquía hispánica.
En cierto estado de abandono, se utilizó en 1652 como hospital militar y lazareto, durante la peste de San Efisio. Entre los siglos XVII y XVIII vuelve a recuperar su función defensiva ante los ataques franceses. En 1867 se vende al Marqués Roberti de San Tommaso, que manda rehabilitar el castillo y reforestar la colina con pinos carrascos al arquitecto Dionigi Scano. 
A principios del siglo XX es propiedad de la Marina Militare y durante los sesenta termina finalmente como propiedad municipal. En 1966 se realizaron excavaciones arqueológicas en los cimientos del castillo por Renato Salinas. Se encontraron los restos de una iglesia del periodo tardío medieval y un friso de mármol de la Basílica de San Saturno de Cagliari. En 1990 comenzaron los trabajos de una polémica restauración del castillo y de la colina.
Hoy en día el castillo conserva las tres torres de las cuatro originales y la muralla, circundada por el foso. Sin embargo, tuvo una profunda remodelación con estructuras de acero y policarbonato para reforzar la parte interna de la construcción y permitir su uso cultural.

## Arquitectura
El castillo está rodeado de paredes de piedra blanca calcárea de la cantera de Bonaria y conserva aún dos de las grandes torres de arquitectura románico pisana, conectadas por murallas en parte desmoronadas. Se encuentran los restos de la capilla del castillo 

## Situación
Se encuentra en la vía Sirai, en la cumbre del homónimo cerro, en dirección noroeste del casco histórico de la ciudad de Cagliari. En sus orígenes aislado del centro urbano, ahora se encuentra plenamente integrado. 

## Parque de San Michele
Está rodeado del parque también homónimo, situado a unos 120m de altura y 253.000 m² es uno de los más vastos y con mejores vistas panorámicas de la localidad. 
El parque destaca por su pinar de Aleppo, su maquia  y un anfiteatro. También se puede encontrar un restaurante con una amplia terraza y un bar heladería.